# 喬依斯·邁爾
喬依斯·邁爾（Joyce Meyer，1943年6月4日—）是美國基督教牧師，作家，也是Joyce Meyer Ministries的總裁及發言人，著有許多實踐聖經理論的書籍。她和她的先生戴夫（Dave）有四個小孩，住在密蘇里州聖路易市郊區。她創建的事工總部在密蘇里州聖路里市郊區的芬頓（Fenton）。

## 早年生活
喬依斯·邁爾出生時的名字是寶琳·喬依斯·哈欽森（Pauline Joyce Hutchison），在1943年出生在聖路易的南部。她父親在她出生後不久就因為第二次世界大战而從軍，她在訪問中曾提到自從父親戰後返家後，就對她兒童性虐待，並且在訪問中討論相關的經歷。至今為止，喬依斯·邁爾說話的口音仍是聖路易勞工階級的口音
她在從聖路易的奥法隆技术高中（O'Fallon Technical High School）畢業後，她嫁給一個兼職的汽車推銷員，這段婚姻維持了五年。她提到她先生常常騙她，並且勸說她從雇主那裡窃取工资，他們用這筆錢去加州度假，她也提到她在幾年後還錢了。喬依斯離婚後常去當地的酒吧，之後認識了工程繪圖員戴夫·邁爾（Dave Meyer），她們在1967年1月7日結婚。

## 教會事奉
喬依斯·邁爾曾提到她在1976年時，開車去工作的途中禱告，聽見上帝叫她的名字。她曾經在九歲時重生，而她生活的不快樂讓她對信仰更加堅定。她說她那天在當地的保齡球館「被神的靈充滿」，「充滿著愛的熱情」回到家中
...我沒有什麼知識，我沒有去教會，我有許多問題，需要一個人來幫我。我認為許多時候，甚至是想要服事上帝的人，若他們有許多問題，他們認為想的不對，做的不對，行為不對，他們也一定需要別人來幫助他們...
喬依斯·邁爾曾短暫的成為聖路易的Our Savior's路德教會（屬於密苏里路德会）的一員。她開始在當地的咖啡廳帶領一個清早的查經課程，在Life Christian Center（芬頓的靈恩派教會）活躍。幾年後成為助理牧師。該教會成為當地的主要靈恩派教會之一，主要是因為她教授聖經所受到的歡迎。她也開始在聖路易電台有每天15分鐘的廣播。
喬依斯·邁爾在1985年辭去助理牧師的工作，開始自己建立事工，一開始稱為Life in the Word。她也在從芝加哥到堪薩斯城的六個電台有廣播節目。
她的先生在1993年建議她開始電視的事工。一開始是在芝加哥的超級電視台WGN-TV以及黑人娛樂電視台（BET）。她的節目，目前名稱是《Enjoying Everyday Life》仍然在持續播出。
New Life Evangelistic Center的拉里·賴斯牧師所運營，位在聖路易的基督教電視台KNLC，在2004年停播喬依斯·邁爾的節目。拉里·賴斯牧師是喬依斯·邁爾的長期支持者，他停播節目的原因是喬依斯·邁爾「過度享受的生活方式」以及「超過聖經內容的教導」。
2005年的《時代雜誌》選出「全美國25個最有影響力的福音派人士」，喬依斯邁爾排名第17。

## 外部連結
- 官方网站
- 喬依斯·邁爾在互联网电影资料库（IMDb）上的資料（英文）
- Enjoying Everyday Life television show at Joyce Meyer Ministries